# Арзуманов, Васиф
Васиф Арзуманов (азерб. Vasif Arzumanov, тур. Vasıf Arzumanov) — борец греко-римского стиля, член национальной сборной Турции. Бронзовый призёр своего первого чемпионата среди взрослых — чемпионата мира 2010 года.